# Liste der Schauhöhlen in Deutschland

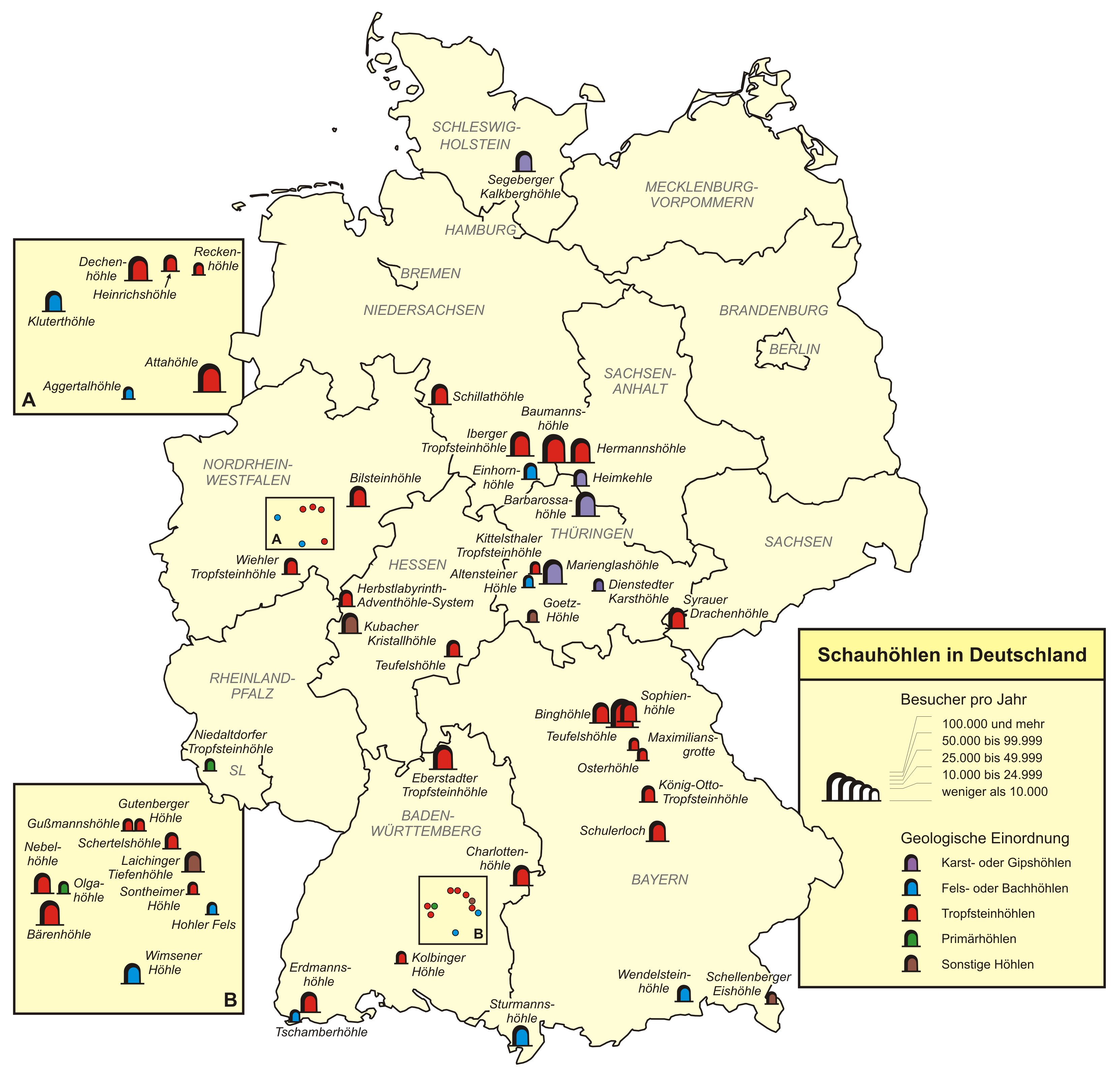
Schauhöhlen in Deutschland

Die Liste der Schauhöhlen in Deutschland enthält alle Schauhöhlen in Deutschland, die beim Verband der deutschen Höhlen- und Karstforscher als Schauhöhle geführt werden. Unter einer Schauhöhle versteht man einen natürlichen, unterirdischen Hohlraum, der für den Besucherverkehr ausgebaut, meist auf Wegen und Treppen begehbar und mit einer Beleuchtung ausgestattet ist. Schauhöhlen sind kostenpflichtig und haben geregelte Öffnungszeiten, meistens mit regelmäßigen Führungen von 30 bis 45 Minuten Dauer. Sie sind bis auf zwei elektrisch beleuchtet. Nur in der Osterhöhle und in der Schellenberger Eishöhle werden Taschenlampen, beziehungsweise Karbidlampen verwendet. Die Olgahöhle hat 1884 als erste deutsche Schauhöhle eine elektrische Beleuchtung erhalten und steht damit weltweit an zweiter Stelle, nur die Kraushöhle in der Steiermark wurde bereits 1883 elektrisch beleuchtet. Die Besucherzahl der Schauhöhlen pro Jahr liegt bei etwa zwei Millionen, wobei die Atta-Höhle mit etwa 150.000 bis 200.000 und die Teufelshöhle bei Pottenstein mit 148.400 Besuchern die besucherstärksten sind.
In Deutschland gibt es derzeit 50 Schauhöhlen: Die älteste mit Führungsbetrieb ist die Baumannshöhle in Rübeland, die bereits Johann Wolfgang von Goethe besuchte. Dort wurden bereits im Jahr 1646 organisierte Höhlenführungen durchgeführt. Als letzte wurde im Jahr 2009 das Herbstlabyrinth als Schauhöhle eröffnet. Bei mehr als der Hälfte der Schauhöhlen handelt es sich um Tropfsteinhöhlen. Die Wimsener Höhle ist als einzige Schauhöhle in Deutschland mit dem Kahn auf einer Länge von 70 Metern befahrbar. Die Goetz-Höhle ist die einzige für den Besucherverkehr zugelassene deutsche Kluft- und Spaltenhöhle und die größte begehbare Europas. Die Laichinger Tiefenhöhle ist die einzige zu besichtigende Schachthöhle in Deutschland, bei der mit einer Tiefe von 55 Metern unter dem Eingang auch der tiefste Punkt in einer deutschen Schauhöhle erreicht wird. Die Schellenberger Eishöhle stellt die einzige ausgebaute Eishöhle in Deutschland dar. Bei der Barbarossahöhle im Anhydritgestein hängen gelöste Gipsschichten wie Tapeten von Decken und Wänden.

## Legende

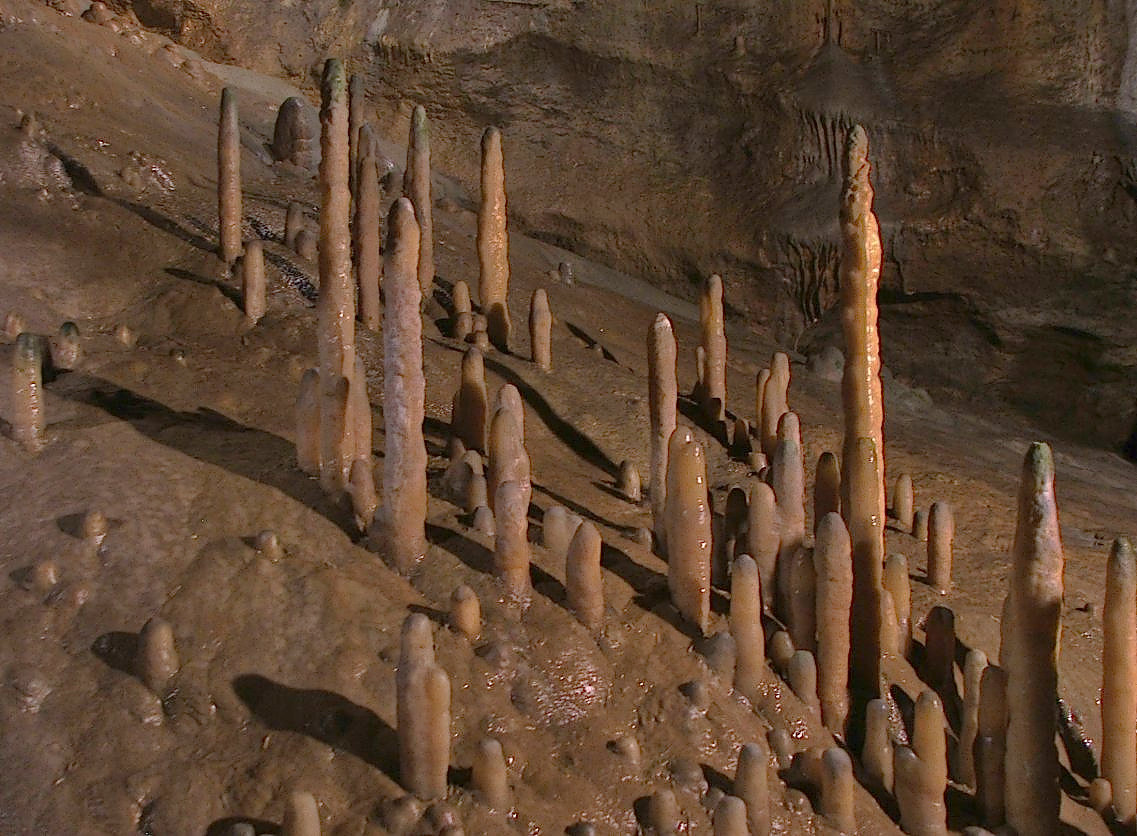
Teufelshöhle bei Pottenstein

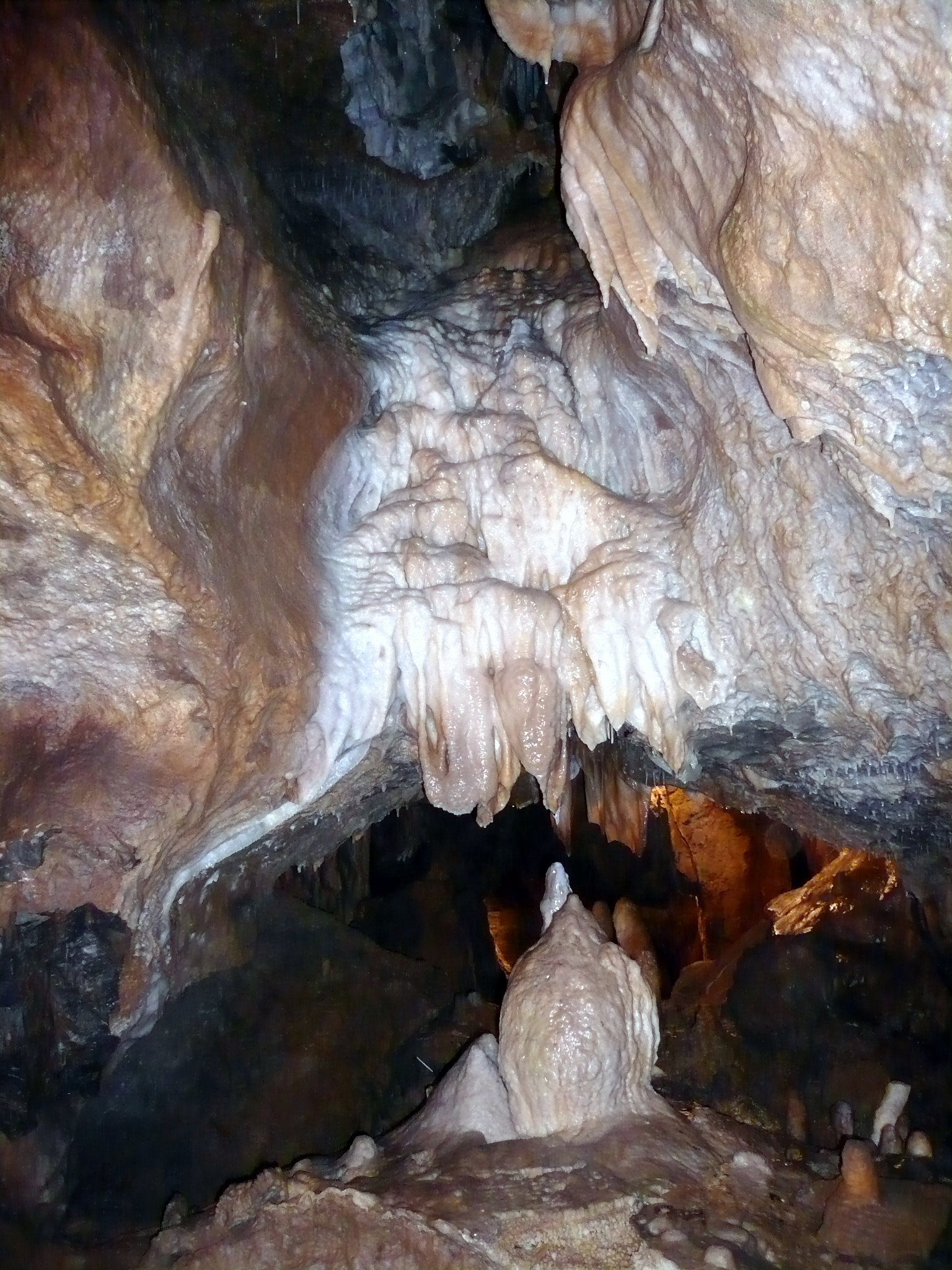
Atta-Höhle

- Name der Schauhöhle: Nennt den Namen der Schauhöhle.
- Ortschaft: Gibt den Standort der Schauhöhle an.
- Land: Nennt das Bundesland, in dem die Schauhöhle liegt.

| BR BE BW BY HE | Brandenburg Berlin Baden-Württemberg Bayern Hessen | MV NI NW RP SH | Mecklenburg-Vorpommern Niedersachsen Nordrhein-Westfalen Rheinland-Pfalz Schleswig-Holstein | SL SN ST TH | Saarland Sachsen Sachsen-Anhalt Thüringen |
- Lage: Nennt die Koordinaten der Schauhöhle.
- Geologische Einordnung: Nennt die geologische Einordnung. Dies kann eine Karsthöhle, Tuffhöhle, oder anderes sein.
- Typ: Nennt den Typ der Höhle. Dies kann eine Tropfsteinhöhle, Felshöhle, Gipshöhle, oder anderes sein.
- Länge (m): Nennt die Gesamtlänge der Schauhöhle in Metern einschließlich aller Nebengänge.
- FW (m): Nennt die Gesamtlänge des Führungsweges in Metern, wobei eventuell doppelt zurückgelegte Strecken nicht berücksichtigt werden. Berücksichtigt werden jedoch vorhandene künstlich geschaffene Zugangsstollen, die allerdings nicht zur Gesamtlänge der Schauhöhle zählen. Dadurch kann der Führungsweg länger als die Gesamtlänge der Schauhöhle sein.
- NHN: Nennt die Höhe des Eingangs über Normalhöhennull.
- Entdeckung: Nennt den Zeitpunkt der Entdeckung der Schauhöhle. Manche Schauhöhlen waren der Bevölkerung schon viel länger bekannt, da sie teilweise einen natürlichen Zugang haben. Bei diesen wird das Jahr der ersten schriftlichen Erwähnung in Klammern genannt.
- Schauhöhle: Nennt den Beginn des Schauhöhlenbetriebs. Später können sicherheitstechnische Mängel, kriegerische Ereignisse, finanzielle Probleme oder der Wechsel des Besitzers zu längeren Unterbrechungen des Schauhöhlenbetriebes geführt haben.
- Elektr. Licht: Nennt das Jahr, in dem erstmals eine elektrische Beleuchtung installiert wurde.
- Besucher (Jahr): Nennt die Besucherzahl vom letzten Jahr. In Klammer steht das Jahr der Erhebung der Besucherzahl. Manche Schauhöhlen geben keine konkrete Besucherzahlen bekannt. Dort werden gemittelte Besucherzahlen der letzten Jahre genannt.

## Schauhöhlen
| Name der Schauhöhle           | Ortschaft          | Land | Lage | Geologische Einordnung | Typ                          | Län- ge (m) | FW (m) | NHN  | Ent- deck- ung | Schau- höhle | Elektr. Licht | Besucher (Jahr)   |
| ----------------------------- | ------------------ | ---- | ---- | ---------------------- | ---------------------------- | ----------- | ------ | ---- | -------------- | ------------ | ------------- | ----------------- |
| Aggertalhöhle                 | Engelskirchen      | NW   | Lage | Karsthöhle             | Felshöhle                    | 1071        | 270    | 200  | 1773           | 1930         | 1930          | 0003.203 (2014)   |
| Altensteiner Höhle            | Schweina           | TH   | Lage | Karsthöhle             | Fels-/und aktive Bachhöhle   | 1960        | 280    | 334  | 1799           | 1802         | 1905          | 0004.470 (2015)   |
| Attahöhle                     | Attendorn          | NW   | Lage | Karsthöhle             | Tropfsteinhöhle              | 6670        | 560    | 270  | 1907           | 1907         | 1907          | 0175.000 (Mittel) |
| Barbarossahöhle               | Rottleben          | TH   | Lage | Karsthöhle im Gips     | Anhydrit                     | 1100        | 600    | 154  | 1865           | 1866         | 1895          | 0084.000 (2017)   |
| Bärenhöhle                    | Sonnenbühl         | BW   | Lage | Karsthöhle             | Tropfsteinhöhle              | 292         | 271    | 800  | 1834           | 1834         | 1934          | 0076.180 (2018)   |
| Baumannshöhle                 | Rübeland           | ST   | Lage | Karsthöhle             | Tropfsteinhöhle              | 1980        | 600    | 378  | 1536           | 1646         | 1892          | 0106.167 (2018)   |
| Bilsteinhöhle                 | Warstein           | NW   | Lage | Karsthöhle             | Tropfsteinhöhle              | 1850        | 400    | 350  | 1887           | 1888         | 1925          | 0043.928 (2017)   |
| Binghöhle                     | Streitberg         | BY   | Lage | Karsthöhle             | Tropfsteinhöhle              | 300         | 300    | 375  | 1905           | 1906         | 1908          | 0032.734 (2016)   |
| Charlottenhöhle               | Hürben             | BW   | Lage | Karsthöhle             | Tropfsteinhöhle              | 587         | 532    | 488  | 1893           | 1893         | 1893          | 0039.822 (2018)   |
| Dechenhöhle                   | Iserlohn           | NW   | Lage | Karsthöhle             | Tropfsteinhöhle              | 902         | 400    | 170  | 1868           | 1868         | 1890          | 0067.660 (2017)   |
| Eberstadter Tropfsteinhöhle   | Eberstadt          | BW   | Lage | Karsthöhle             | Tropfsteinhöhle              | 616         | 588    | 341  | 1971           | 1973         | 1973          | 0059.406 (2018)   |
| Einhornhöhle                  | Scharzfeld         | NI   | Lage | Karsthöhle             | Dolomithöhle                 | 610         | 270    | 365  | (1541)         | 1895         | 1928          | 0020.000 (2009)   |
| Erdmannshöhle                 | Hasel              | BW   | Lage | Karsthöhle             | Tropfsteinhöhle              | 2315        | 356    | 386  | (1271)         | 1773         | 1899          | 0018.700 (2018)   |
| Goetz-Höhle                   | Meiningen          | TH   | Lage | Tektonische Höhle      | Kluft- und Spaltenhöhle      | 242         | 485    | 328  | 1915           | 1934         | 1934          | 0005.621 (2015)   |
| Gußmannshöhle                 | Gutenberg          | BW   | Lage | Karsthöhle             | Tropfsteinhöhle              | 91          | 55     | 680  | 1890           | 1891         | 1922          | 0003.700 (2018)   |
| Gutenberger Höhle             | Gutenberg          | BW   | Lage | Karsthöhle             | Tropfsteinhöhle              | 180         | 110    | 690  | 1889           | 1890         | 1967          | 0003.700 (2018)   |
| Heimkehle                     | Uftrungen          | ST   | Lage | Karsthöhle im Gips     | Gipshöhle                    | 2000        | 750    | 200  | (1357)         | 1920         | 1920          | 0014.750 (2018)   |
| Heinrichshöhle                | Hemer              | NW   | Lage | Karsthöhle             | Tropfsteinhöhle              | 2984        | 300    | 250  | (1771)         | 1905         | 1905          | 0013.900 (2016)   |
| Herbstlabyrinth               | Breitscheid        | HE   | Lage | Karsthöhle             | Tropfsteinhöhle              | 13070       | 125    | 417  | 1993           | 2009         | 2009          | 0009.438 (2024)   |
| Hermannshöhle                 | Rübeland           | ST   | Lage | Karsthöhle             | Tropfsteinhöhle              | 2733        | 800    | 378  | 1866           | 1890         | 1890          | 0082.898 (2018)   |
| Hohler Fels                   | Schelklingen       | BW   | Lage | Karsthöhle             | Felshöhle                    | 120         | 68     | 534  | (1830)         | 1907         | 1955          | 0007.845 (2015)   |
| Iberger Tropfsteinhöhle       | Bad Grund          | NI   | Lage | Karsthöhle             | Tropfsteinhöhle              | 351         | 220    | 434  | 1723           | 1874         | 1912          | 0064.694 (2018)   |
| Kittelsthaler Tropfsteinhöhle | Kittelsthal        | TH   | Lage | Karsthöhle/Bergwerk    | Tropfsteinhöhle              | 726         | 158    | 348  | 1888           | 1896         | 1918          | 0003.970 (2016)   |
| Kluterthöhle                  | Ennepetal          | NW   | Lage | Karsthöhle             | Felshöhle                    | 5678        | 1080   | 193  | (1586)         | 1884         | 1951          | 0030.974 (2016)   |
| Kolbinger Höhle               | Kolbingen          | BW   | Lage | Karsthöhle             | Tropfsteinhöhle              | 330         | 88     | 790  | (1879)         | 1913         | 1950          | 0007.500 (Mittel) |
| König-Otto-Tropfsteinhöhle    | Velburg            | BY   | Lage | Karsthöhle             | Tropfsteinhöhle              | 450         | 270    | 590  | 1895           | 1896         | 1954          | 0014.424 (2016)   |
| Kubacher Kristallhöhle        | Kubach             | HE   | Lage | Karsthöhle             | Kristallbesetzter Höhlengang | 200         | 350    | 231  | 1974           | 1981         | 1981          | 0023.873 (2016)   |
| Laichinger Tiefenhöhle        | Laichingen         | BW   | Lage | Karsthöhle             | Schachthöhle                 | 1253        | 320    | 780  | 1892           | 1920         | 1936          | 0032.551 (2024)   |
| Marienglashöhle               | Friedrichroda      | TH   | Lage | Druse/Bergwerk         | Gipskristalldruse            | 300         | 122    | 475  | 1784           | 1903         | 1929          | 0063.632 (2016)   |
| Maximiliansgrotte             | Krottensee         | BY   | Lage | Karsthöhle             | Tropfsteinhöhle              | 1200        | 200    | 494  | (1596)         | 1878         | 1994          | 0009.300 (2016)   |
| Nebelhöhle                    | Sonnenbühl         | BW   | Lage | Karsthöhle             | Tropfsteinhöhle              | 813         | 450    | 808  | (1486)         | 1803         | 1922          | 0048.264 (2018)   |
| Niedaltdorfer Tropfsteinhöhle | Niedaltdorf        | SL   | Lage | Tuffhöhle              | Tropfsteinhöhle              | 200         | 80     | 190  | 1880           | 1933         | 1933          | 0005.000 (Mittel) |
| Olgahöhle                     | Honau              | BW   | Lage | Tuffhöhle              | Tropfsteinhöhle              | 170         | 90     | 557  | 1874           | 1884         | 1884          | 0002.291 (2018)   |
| Osterhöhle                    | Trondorf           | BY   | Lage | Karsthöhle             | Tropfsteinhöhle              | 185         | 130    | 500  | (1630)         | 1905         | kein          | 0002.566 (2016)   |
| Reckenhöhle                   | Balve              | NW   | Lage | Karsthöhle             | Tropfsteinhöhle              | 450         | 200    | 220  | 1888           | 1890         | 1890          | 0002.000 (Mittel) |
| Schellenberger Eishöhle       | Marktschellenberg  | BY   | Lage | Karsthöhle             | Eishöhle                     | 3621        | 500    | 1570 | (1826)         | 1925         | kein          | 0007.254 (2015)   |
| Schertelshöhle                | Westerheim         | BW   | Lage | Karsthöhle             | Tropfsteinhöhle              | 212         | 160    | 775  | (1470)         | 1902         | 1953          | 0009.673 (2016)   |
| Schillathöhle                 | Hessisch Oldendorf | NI   | Lage | Karsthöhle             | Tropfsteinhöhle              | 340         | 305    | 285  | 1992           | 2004         | 2004          | 0020.000 (2015)   |
| Schulerloch                   | Essing             | BY   | Lage | Karsthöhle             | Tropfsteinhöhle              | 420         | 180    | 390  | (1782)         | 1828         | 1953          | 0035.000 (Mittel) |
| Segeberger Kalkberghöhle      | Bad Segeberg       | SH   | Lage | Karsthöhle im Gips     | Gipshöhle                    | 2260        | 400    | 40   | 1913           | 1919         | 1919          | 0036.000 (2016)   |
| Sontheimer Höhle              | Sontheim           | BW   | Lage | Karsthöhle             | Tropfsteinhöhle              | 530         | 192    | 720  | (1488)         | 1825         | 1957          | 0002.920 (2014)   |
| Sophienhöhle                  | Ahorntal           | BY   | Lage | Karsthöhle             | Tropfsteinhöhle              | 900         | 220    | 405  | 1833           | 1834         | 1971          | 0027.167 (2016)   |
| Sturmannshöhle                | Obermaiselstein    | BY   | Lage | Karsthöhle             | Aktive Bachhöhle             | 460         | 287    | 978  | (1815)         | 1905         | 1905          | 0037.925 (2016)   |
| Syrauer Drachenhöhle          | Syrau              | SN   | Lage | Karsthöhle             | Tropfsteinhöhle              | 550         | 350    | 460  | 1928           | 1928         | 1928          | 0045.000 (2014)   |
| Teufelshöhle                  | Pottenstein        | BY   | Lage | Karsthöhle             | Tropfsteinhöhle              | 1500        | 800    | 400  | 1922           | 1923         | 1923          | 0139.092 (2018)   |
| Teufelshöhle                  | Steinau            | HE   | Lage | Karsthöhle             | Tropfsteinhöhle              | 137         | 174    | 310  | 1584           | 1927         | 1927          | 0009.429 (2013)   |
| Tschamberhöhle                | Karsau             | BW   | Lage | Karsthöhle             | Aktive Bachhöhle             | 1550        | 560    | 290  | 1890           | 1890         | 1966          | 0002.174 (2015)   |
| Wendelsteinhöhle              | Brannenburg        | BY   | Lage | Karsthöhle             | Alpine Felshöhle             | 523         | 170    | 1711 | 1864           | 1921         | 1962          | 0021.367 (2016)   |
| Wiehler Tropfsteinhöhle       | Wiehl              | NW   | Lage | Karsthöhle             | Tropfsteinhöhle              | 868         | 400    | 260  | 1860           | 1927         | 1927          | 0017.000 (2015)   |
| Wimsener Höhle                | Hayingen           | BW   | Lage | Karsthöhle             | Wasserhöhle                  | 723         | 70     | 557  | (1447)         | 1803         | 1927          | 0035.000 (Mittel) |

## Umstrittene Schauhöhlen
Einige Höhlen werden in der Literatur teilweise als Schauhöhle geführt, obwohl es im eigentlichen Sinne keine sind und die vorwiegende Nutzung eine andere ist. So sind die Feengrotten und die Schlossberghöhlen keine natürlichen Hohlräume, die Zwiefaltendorfer Tropfsteinhöhle, die Linkenboldshöhle und die Balver Höhle haben keinen geregelten Führungsbetrieb.
| Name der Schauhöhle              | Ortschaft      | Land | Geologische Einordnung            | Län- ge (m) | FW (m) | Ent- deck- ung | Schau- höhle | Elektr. Licht | Besucher (Jahr)  |
| -------------------------------- | -------------- | ---- | --------------------------------- | ----------- | ------ | -------------- | ------------ | ------------- | ---------------- |
| Balver Höhle                     | Balve          | NW   | Karsthöhle                        | 138         | 138    | (1690)         |              |               |                  |
| Dienstedter Karsthöhle           | Dienstedt      | TH   | Karsthöhle                        | 155         | 340    | 1953           | 1994         | 1994          | 00001.475 (2009) |
| Morassina                        | Schmiedefeld   | TH   | Alaunbergwerk mit Tropfsteinen    | 2000        | –      | 1683           | 1993         | 1993          | 12.000 (Mittel)  |
| Saalfelder Feengrotten           | Saalfeld/Saale | TH   | Alaunbergwerk mit Tropfsteinen    | 1100        | 600    | 1913           | 1914         | 1914          | 142.200 (2016)   |
| Linkenboldshöhle                 | Onstmettingen  | BW   | Karsthöhle                        | 140         | 112    | 1761           | 1975         | 1975          |                  |
| Märchen- und Sandsteinhöhle      | Walldorf       | TH   | Sandbergwerk                      |             | 900    | (1800)         | 1932         | ja            | ?                |
| Schlossberghöhlen                | Homburg        | SL   | Unterirdischer Buntsandsteinbruch | 5000        | 400    | (1708)         | 1930         | 1935          | 20.014 (2016)    |
| Zwiefaltendorfer Tropfsteinhöhle | Zwiefaltendorf | BW   | Tuffhöhle                         | 27          | 27     | 1892           | 1892         | 1892          |                  |

## Bildergalerie

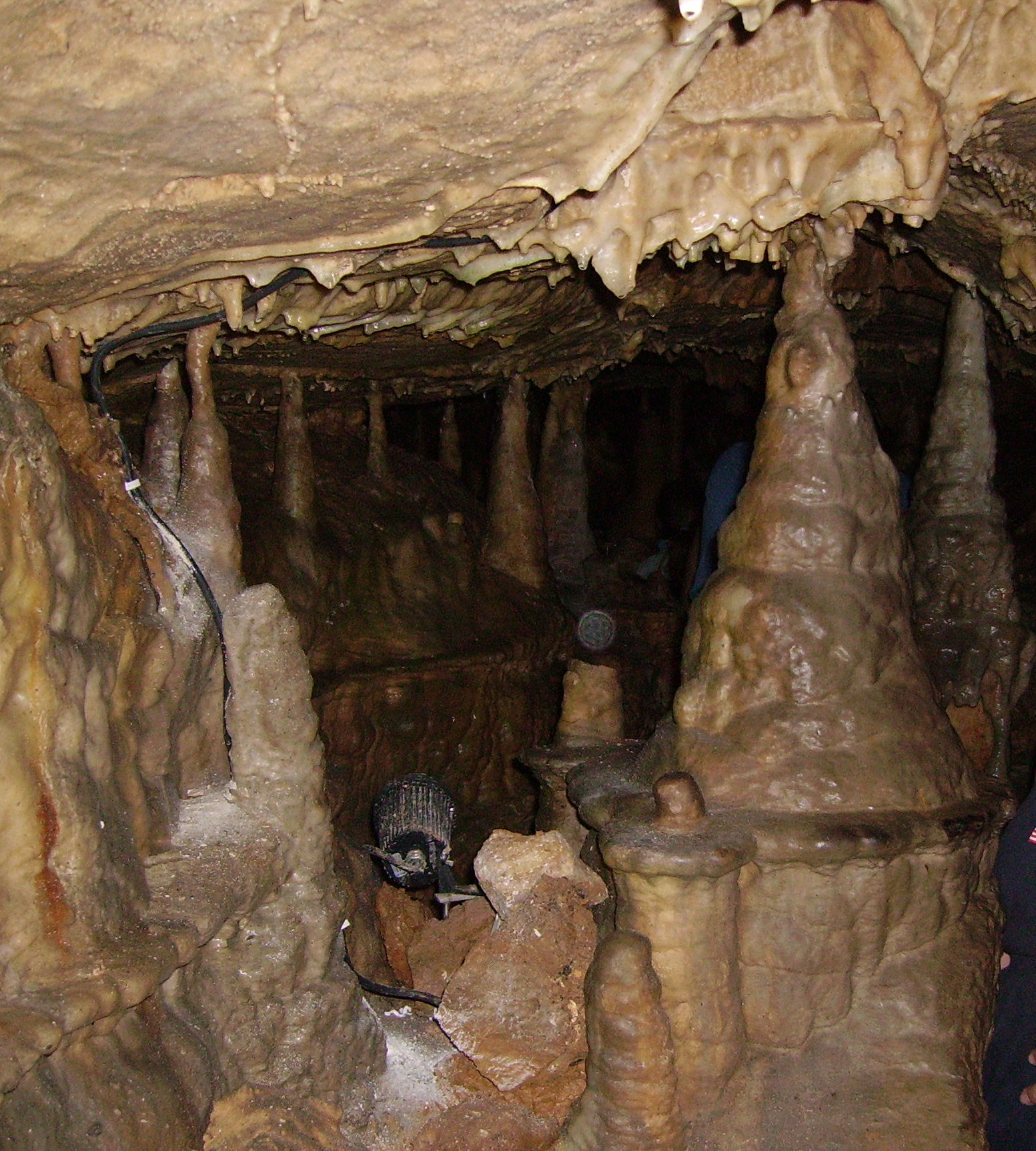
Stalagmiten in der Binghöhle
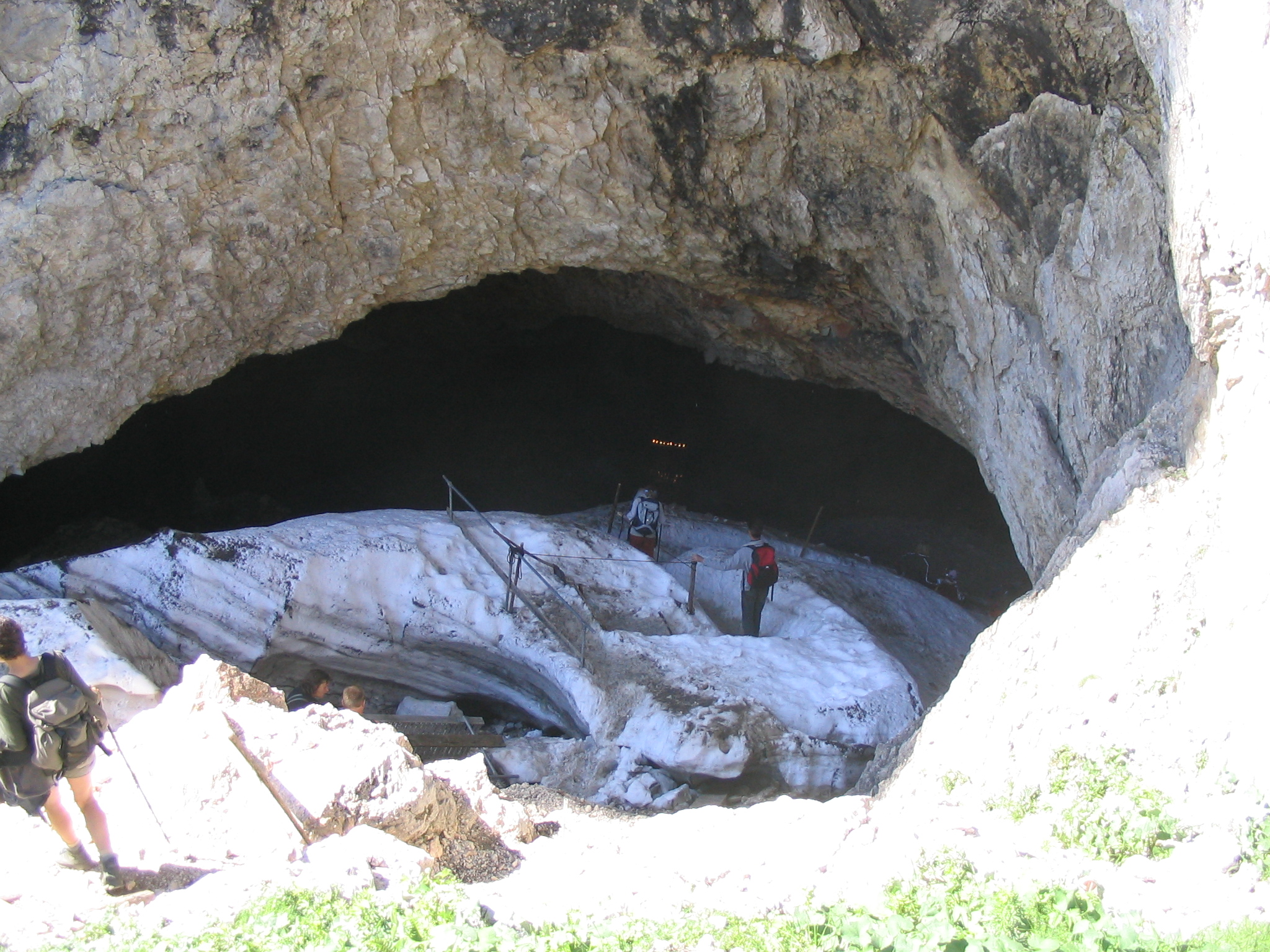
Eingangsbereich der Schellenberger Eishöhle
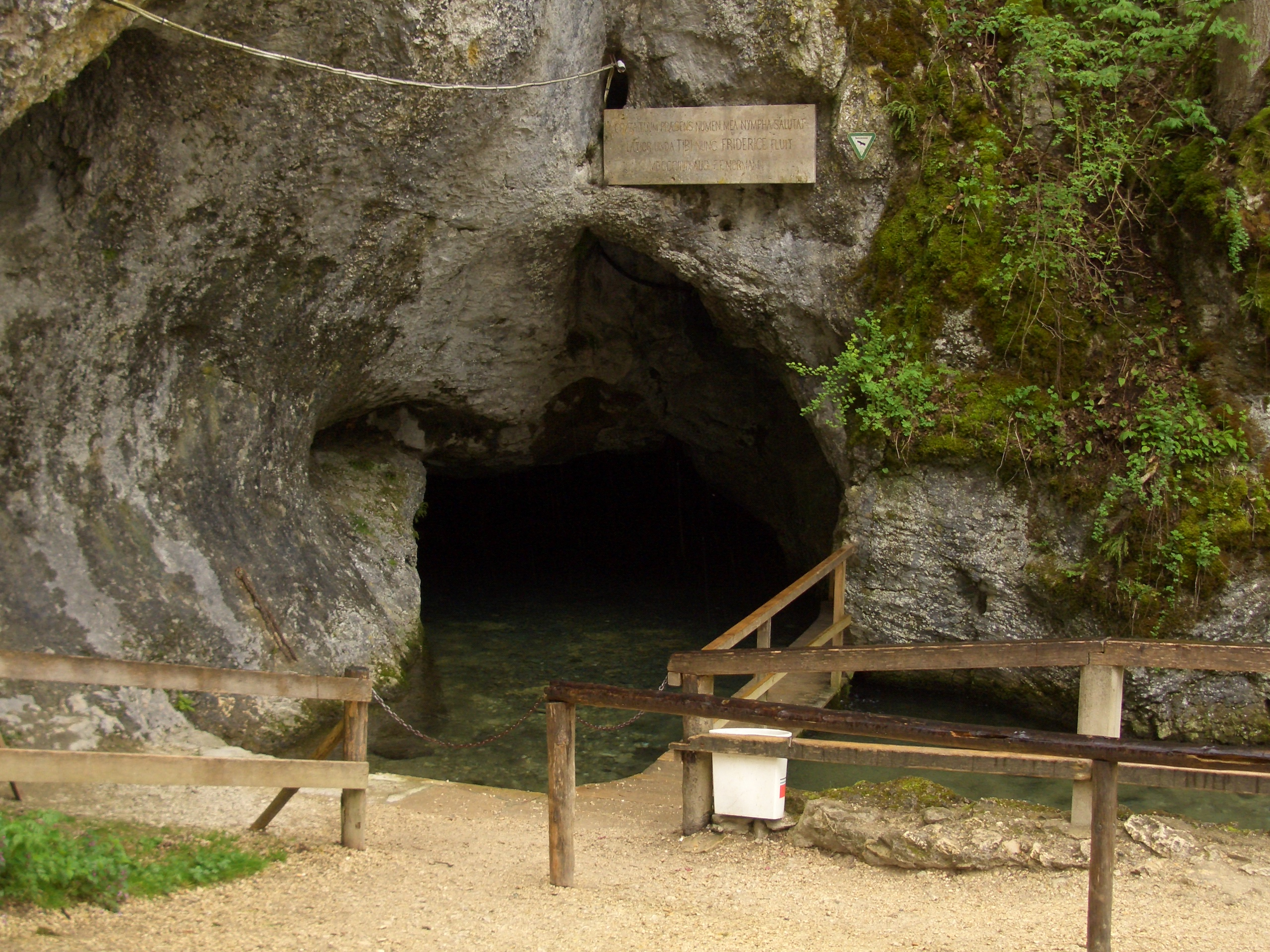
Eingang zur Wimsener Höhle
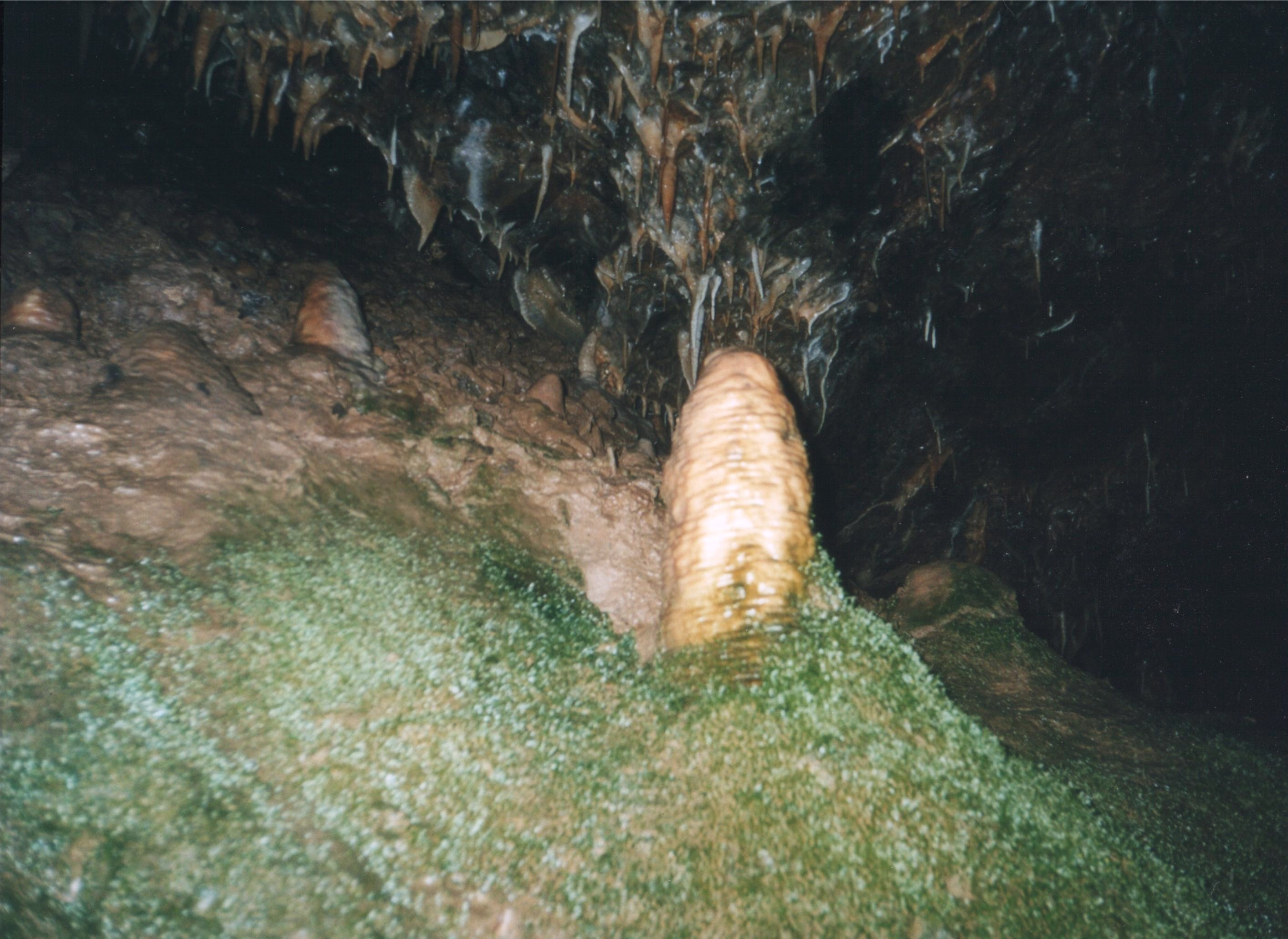
Syrauer Drachenhöhle
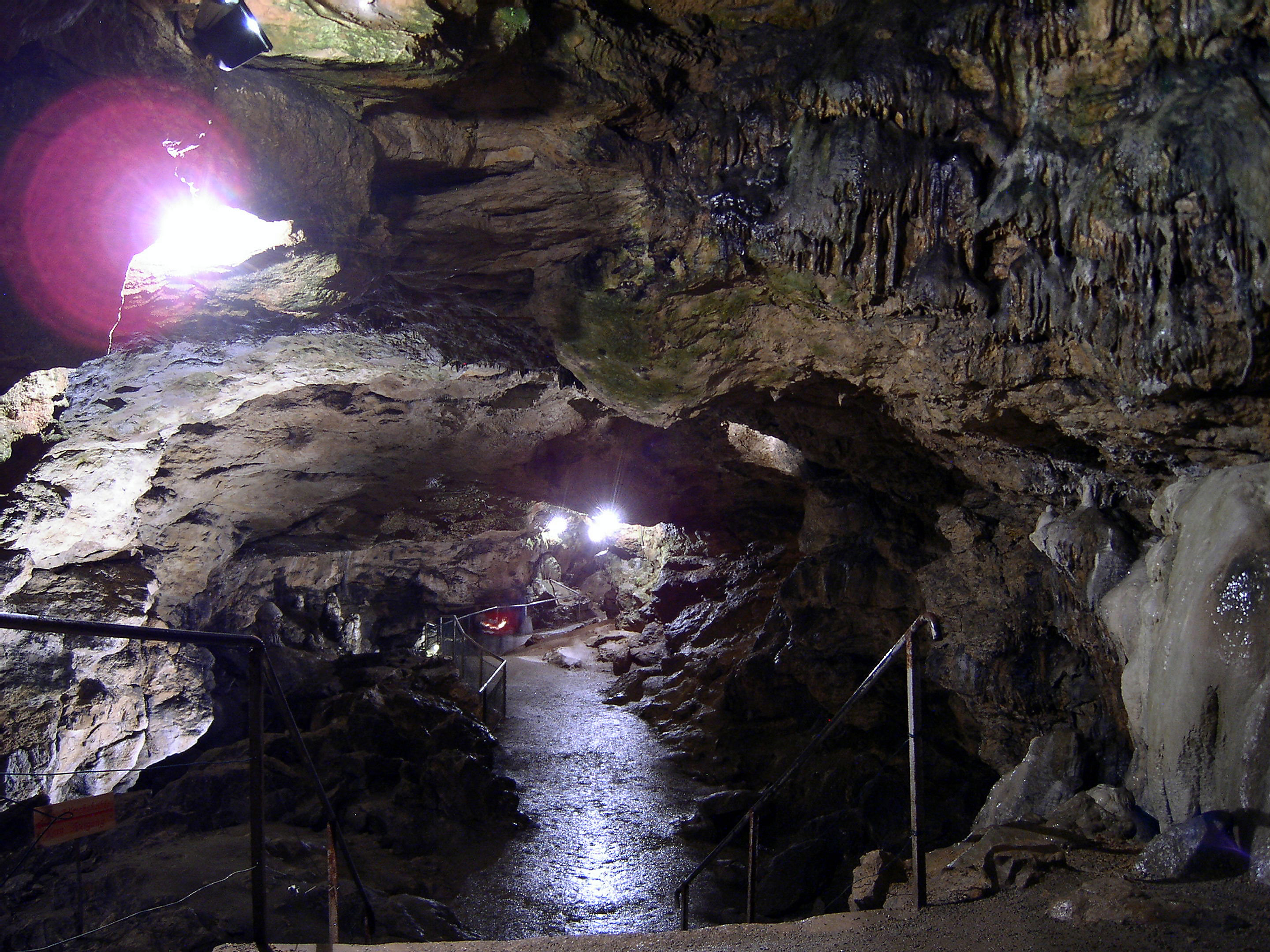
Die Nebelhöhle